# 卡洛斯·拉米雷斯
卡洛斯·拉米雷斯（西班牙語：Carlos Ramírez，1994年3月12日—），哥伦比亚男子自行车运动员。他曾代表哥伦比亚参加2016年和2020年夏季奥林匹克运动会自行车比赛，获得二枚铜牌。